# ياقوتيا
جمهورية ساخا (ياقوتيا) (بالياقوتية: Саха Өрөспүүбүлүкэтэ، بالروسية:Республика Саха) هي أكبر جمهورية في روسيا، وتقع في أقصى الشرق الروسي، على طول المحيط المتجمد الشمالي، ويبلغ عدد سكانها مليون نسمة. تضم ساخا نصف مساحة منطقة الشرق الأقصى الفيدرالية، وهي أكبر تقسيم فرعي للدولة في العالم، إذ تبلغ مساحتها أكثر من 3083523 كيلومتر مربع (1190555 ميل مربع). ياكوتسك، هي عاصمتها وأكبر مدنها، وهي أبرد مدينة كبرى في العالم.
تُعرف الجمهورية بطبيعة مناخها القاسي، فقد سُجل فيها ثاني أدنى درجات الحرارة في نصف الكرة الشمالي في فيرخويانسك وأويماكون (في المرتبة الثانية بعد سامت كامب، جرينلاند)، وعادة ما تنخفض المتوسطات في الشتاء إلى أقل من -35 درجة مئوية (- 31 درجة فهرنهايت) في ياكوتسك. تؤدي الميول القارية أيضًا إلى فصول صيف دافئة في معظم أنحاء الجمهورية.
كانت ساخا أول موطن للصيد وجمع ورعي الرنة لشعوب تونجوسي وباليوسيبيريا مثل إيفينكس ويوكاغير. هاجر شعب ساخا التركي من المنطقة المحيطة ببحيرة بايكال، واستقر لأول مرة على طول نهر لينا الأوسط في وقت ما بين القرنين التاسع والسادس عشر، على الأرجح في عدة موجات، حاملين معهم النظام الاقتصادي الرعوي لآسيا الوسطى.
استعمر الروس المنطقة باسم ياكوتسك أوبلاست ودمجوها في مملكة موسكوفي في أوائل منتصف القرن السابع عشر، مما أجبر السكان الأصليين في المنطقة على دفع جزية الفراء. في حين أن الفترة الأولية التي أعقبت الغزو الروسي شهدت انخفاضًا في عدد سكان ساخا بنسبة 70%، فقد شهدت الفترة الإمبراطورية أيضًا توسعًا للياقوت الأصليين من وسط لينا على طول نهر فيليوي إلى الشمال والشرق مما أدى إلى نزوح مجموعات أخرى من السكان الأصليين. شهدت ياقوتيا بعض المعارك الأخيرة في الحرب الأهلية الروسية، وأعادت السلطات البلشفية تنظيم ياكوتسك أوبلاست إلى جمهورية ياقوتيا ذاتية الحكم في عام 1922. وشهد العصر السوفييتي هجرة العديد من السلاف، وخاصة الروس والأوكرانيين، إلى المنطقة.
في 27 سبتمبر 1990، أصبحت المنطقة جمهورية ياكوتسكايا-ساخا الاشتراكية السوفيتية، وفي 27 ديسمبر 1991، أصبحت جمهورية ساخا (ياقوتيا).

## أصل التسمية
يأتي الاسم الأجنبي ياقوتيا من مصطلح إيفينك ياكو (أيضًا يوكو، أو نيوكا، أو نيوكا)، وهو المصطلح الذي استخدمه الإيفينك لوصف الساخا. يوكاجيرس هم شعب مجاور آخر في سيبيريا، يستخدمون الاسم الآخر توندرا ياقوتيا.
من المحتمل أن تكون التسمية الذاتية ساخا من نفس الأصل (بعد التغييرات الصوتية المنتظمة في سياق تطور لغة الياقوت) مثل التسميات الأجنبية إيفينك ويوكاغير لياقوتيا. ينطقها الدولغانز باسم هاكا، إذ تعتبر لغتهم قريبة من اللغة الياقوتية. تعني ياقوتيا في اللغة الأوكرانية الزاوية.

## الجغرافيا
تقع جمهورية ساخا (ياقوتيا) في الجزء الشمالي الشرقي من سيبيريا؛ تحدُّها أوكروغ تشوكوتكا الذاتية وماغادان أوبلاست من الشرق، وخاباروفسك كراي من الجنوب الشرقي، وإركوتسك أوبلاست من الجنوب الغربي، وكراسنويارسك كراي من الغرب، ومياه بحر لابتيف وبحر سيبيريا الشرقي من الشَّمال.
أكثر من 40% من أراضي ياقوتيا تقع وراء الدائرة القطبية الشمالية.

## الاقتصاد
يعتمد على التعدين، ولا سيَّما الألماس والذهب والقصدير.

## السكَّان
يبلغ عدد سكَّان ياقوتيا 955,580 نسمة (حسب تقدير عام 2013).
معدَّل كثافة السكان 0.31 شخص للكيلومتر المربع. وتبلغ حصَّة سكان المدن 64.94 % (عام 2013).
وَفقَ إحصائيات عام 2010, التركيب السكَّاني العِرقي لياقوتيا كان:
- ترك ياقوتيون - 466,492 (%49.9)
- روس - 353,649 (%37.8)
- إيفينك [7] - 21,008 (%2.2 )
- أوكرانيون - 20,341 (%2.2)
- إيفينيون [8] - 15,071 (%1.6)
- تتار - 8,122 (%0.9)

## الديانة
يدين سكَّان ياقوتيا بديانة رئيسة هي الديانة المسيحية والوثنية، وبعض الديانات الأُخرى.

## التقسيم الإداري
تتكوَّن جمهورية ساخا من 36 وحدة إدارية.

#### مدن ياقوتيا وقراها:
- ألدان
- لينسك
- ميرني
- نريونغري
- نيروبا
- أولومنسك
- بوكروفسك
- سريدنكوليمسك
- توموت
- أوداتشني
- فيرخويانسك
- فيليويسك
- بيرديجستياك

## وصلات خارجية
جمهورية ياقوتيا: صوت روسيا(بالعربية)
ياقوتيا (جولة افتراضية)